# Formula–3

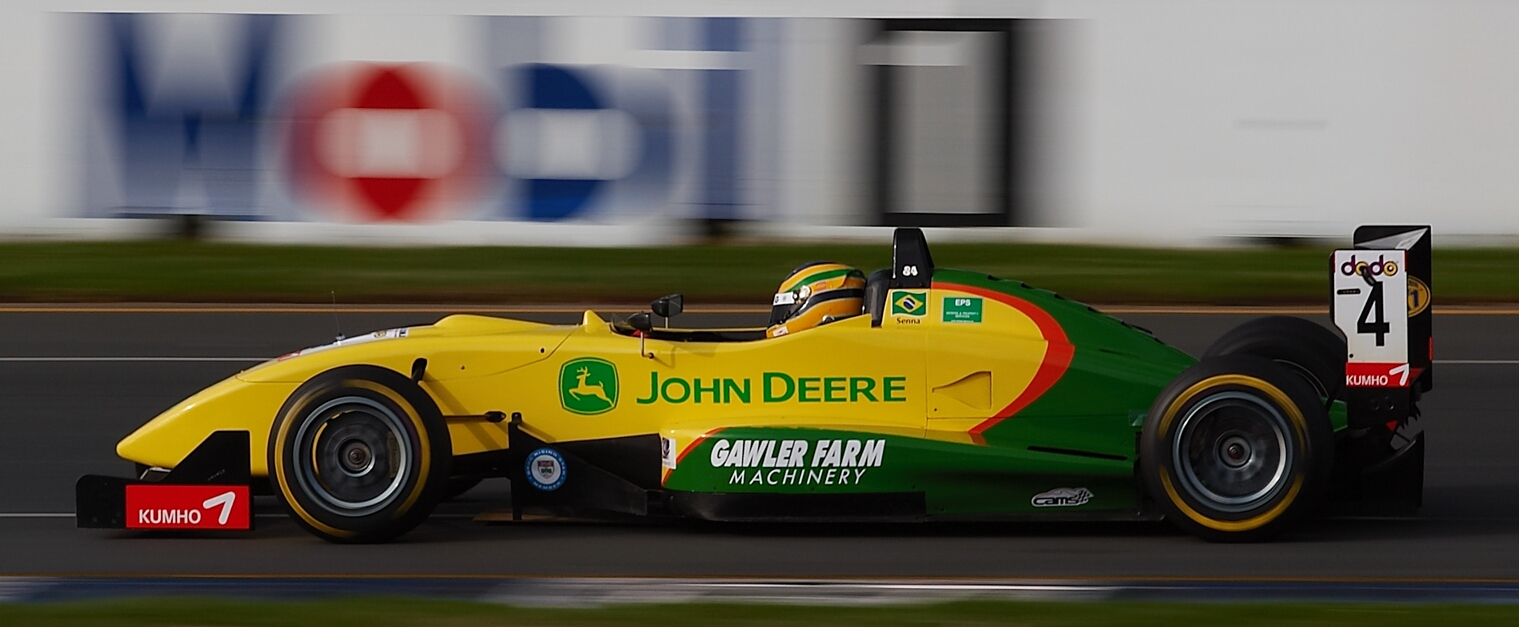
Bruno Senna egy Dallara F304 volánjánál a 2006-os ausztrál nagydíj Formula–3-as betétfutamán

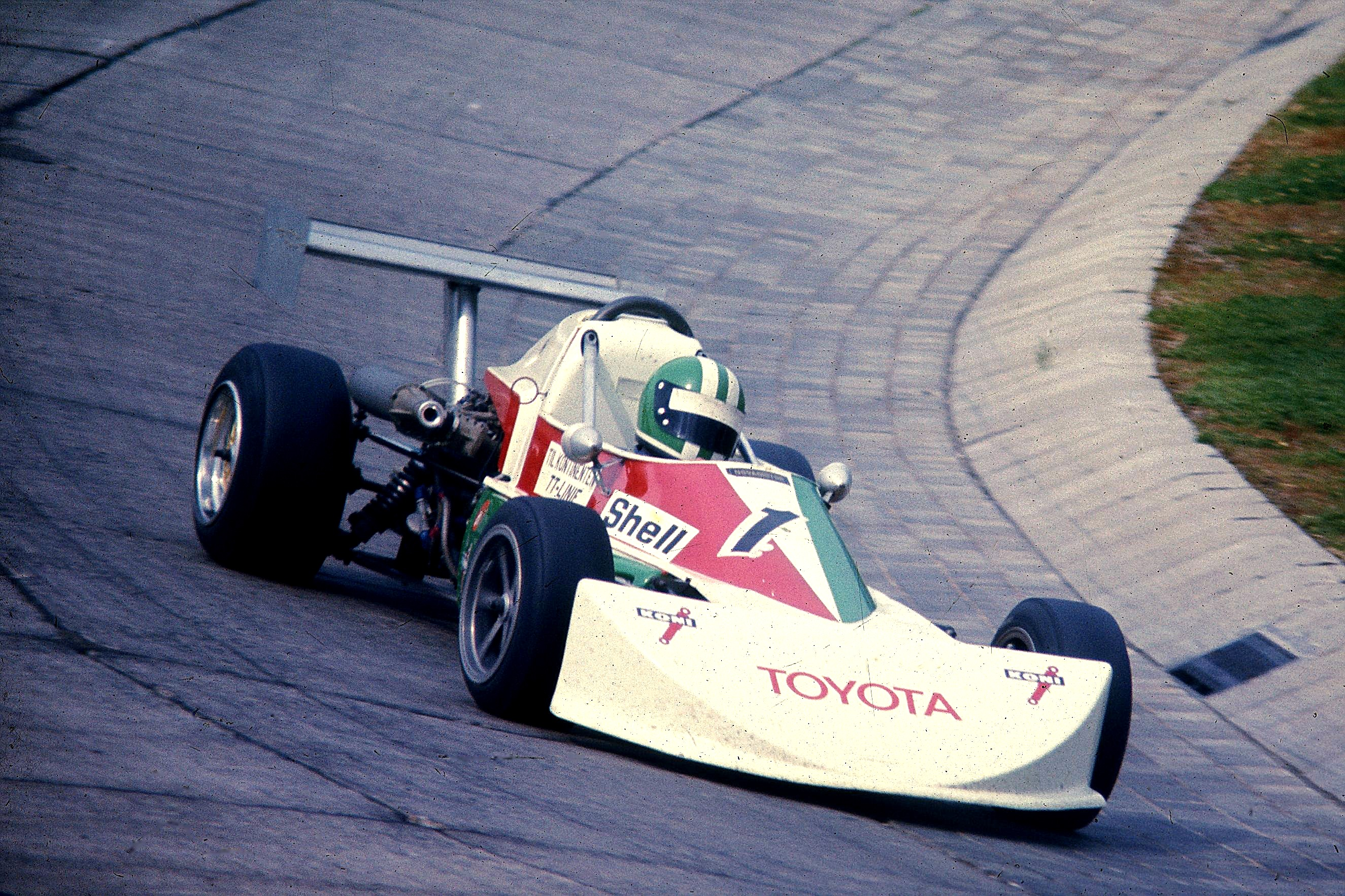
Rudolf Dötsch a March-Toyotával a Nürburgringen, 1976-ban

A Formula–3, rövidítve F3 egy együléses autóverseny-sorozat. Ebből a sorozatból került ki nagyon sok későbbi Formula–1-es pilóta. Megfelelő eredmények esetén a Formula–3-ból közvetlenül a Formula–1-be is be lehet kerülni, ahogy többek között Alain Prostnak, Ayrton Sennának, Mika Häkkinennek, Jenson Buttonnek és Max Verstappennek is sikerült. A Formula–3 különböző kisebb sorozatok neve is. F3-as sorozat fut Európa, Dél-Amerika és Ázsia több országában is.

## Története

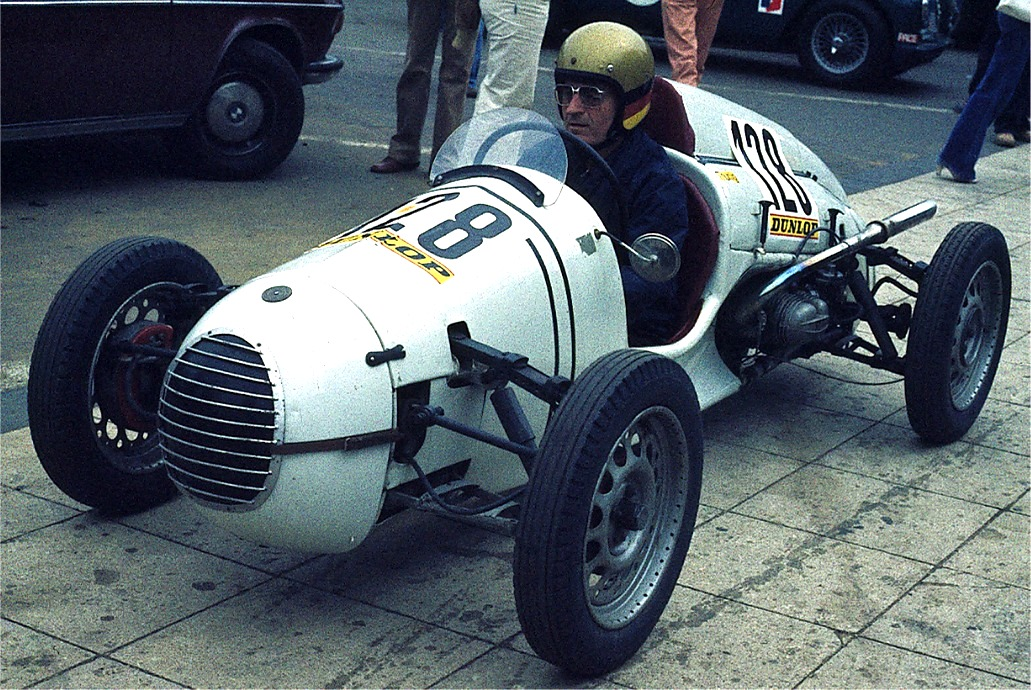
1949: Monopoletta-BMW
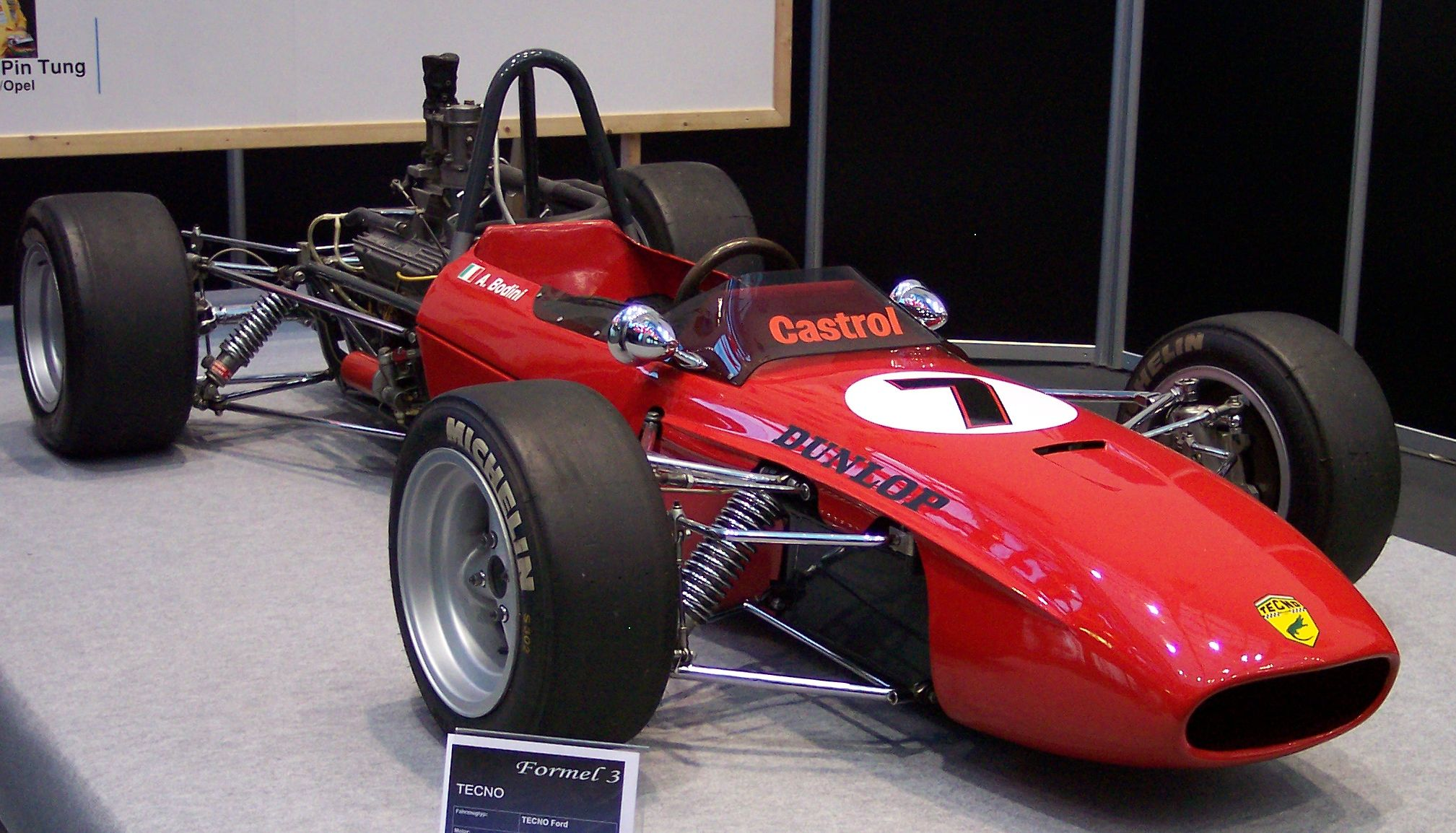
1960-as évek: Tecno
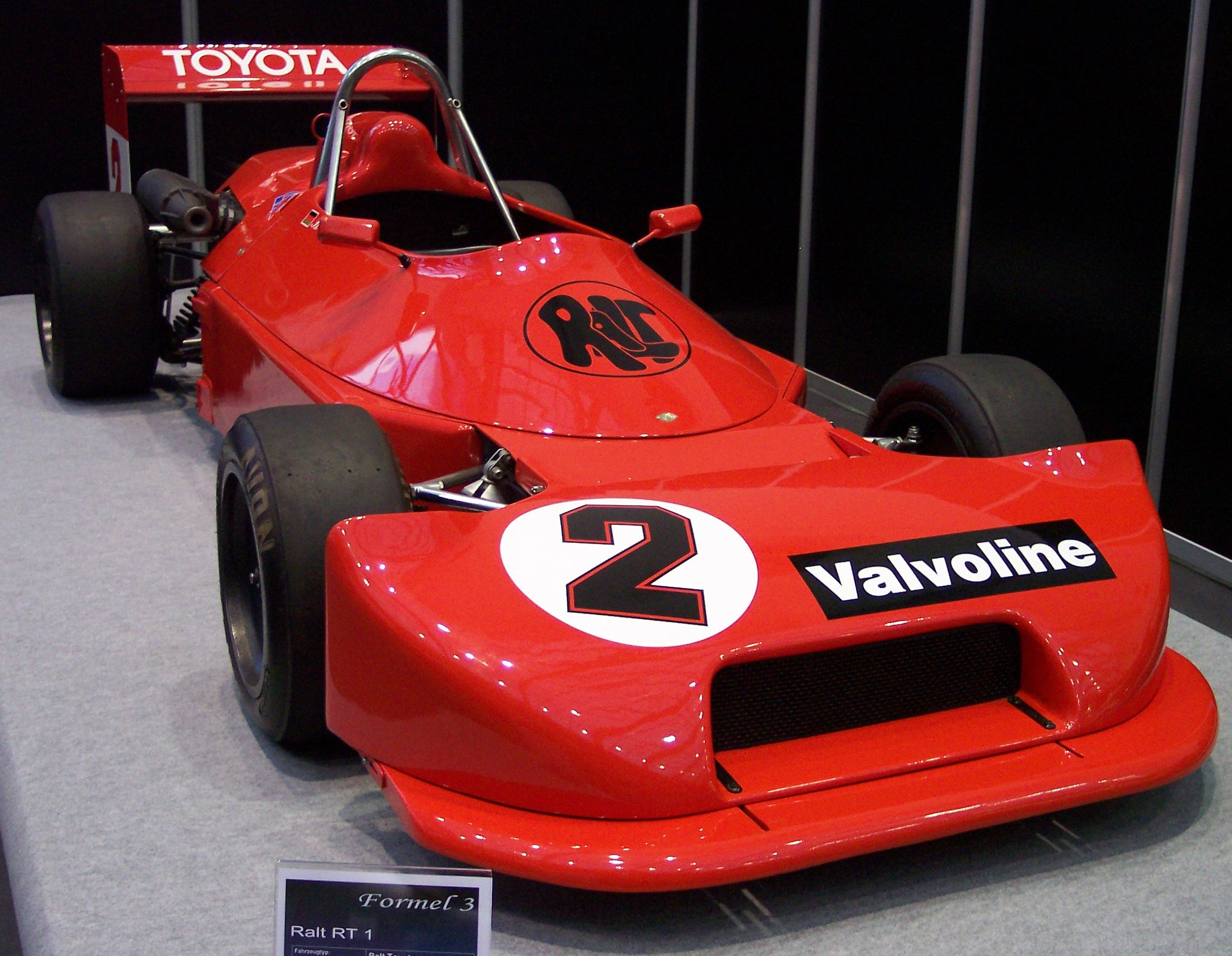
1970-es évek: Ralt RT 1
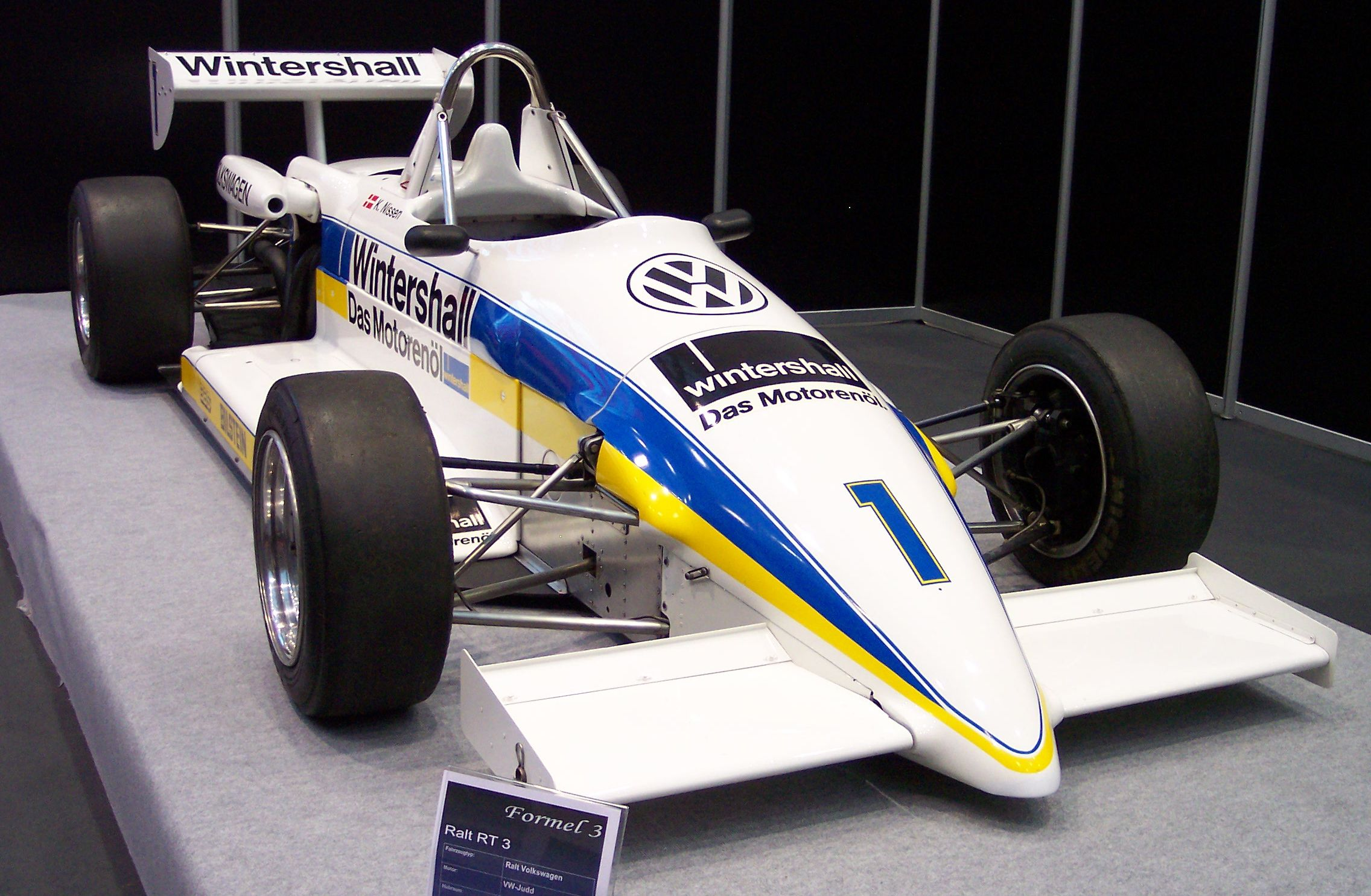
1980-as évek: Ralt RT 3
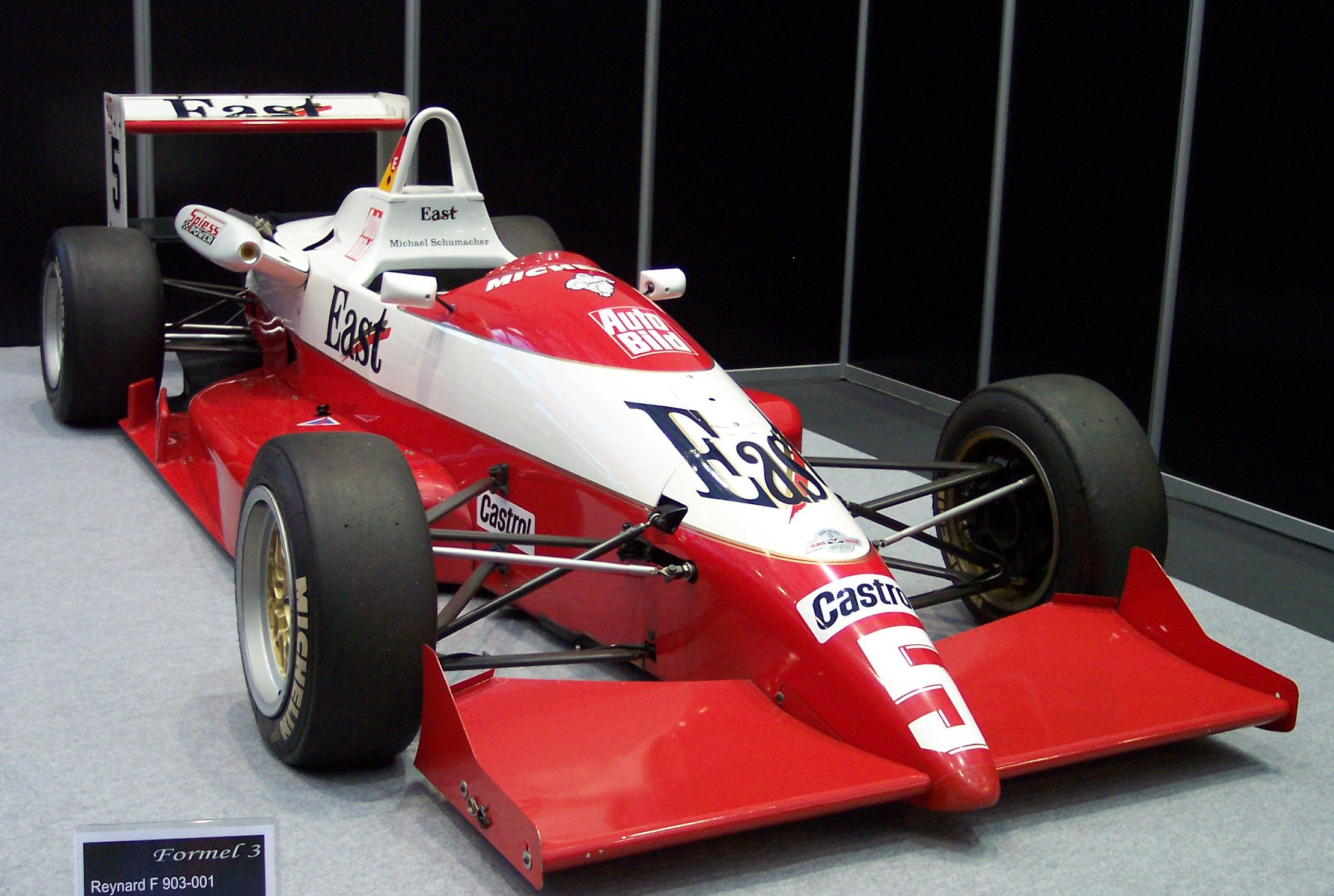
1990-es évek eleje: Reynard 903
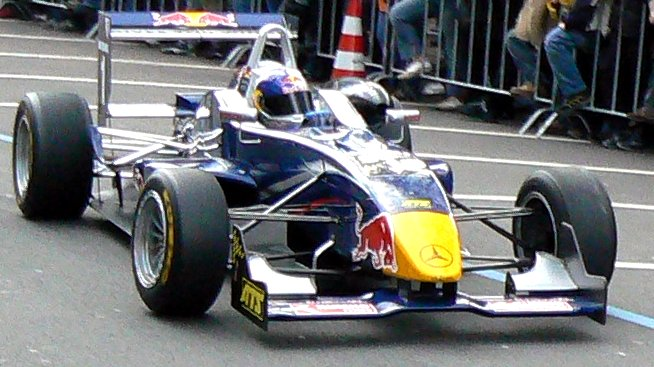
Napjainkban: Dallara F305

## Formula–3-as bajnokságok

### Főbb sorozatok
Formula–3 Euroseries 2003–2012
Formula–3 Európa-bajnokság 2013-
Brit Formula–3 1951–
Olasz Formula–3 1964–
Német Formula–3 1975–
Japán Formula–3 1979–

### Kisebb szériák
Spanyol Formula–3 2001–
Ázsiai Formula–3 2004–
Ausztrál Formula–3 1999–
Dél-amerikai Formula–3 1987–
Chilei Formula–3 1972–

### Megszűnt Formula–3-as sorozatok
Finn Formula–3 1958-2010
Francia Formula–3 1964–2002
Brazil Formula–3 1990–1994
Svájci Formula–3 1979–2004
Amerikai Formula–3 2000–2001
Mexikói Formula–3 1990–2002
Orosz Formula–3 1997–2002
Európai Formula–3 1975–1984
Európai Formula–3-kupa 1985–2002

### Bajnokságba nem tartozó futamok
makaói nagydíj
monacói nagydíj
Masters of Formula–3
koreai szuperdíj

## Lásd még
- Formula–1
- Formula–2
- Formula–3000
- GP2
- GP2 Asia Series
- GP3

## Külső hivatkozások
Európa
- F3 Euroseries
- British F3 Championship Archiválva 2009. augusztus 17-i dátummal a Wayback Machine-ben
- ATS Formel 3 Cup (Germany)
- Italian F3 Championship
- Spanish F3 Championship
- Russian Formula3 Series

Skandinávia
- Finnish F3 Championship

Amerika
- South American F3 Championship
- Chilei F3 Championship Archiválva 2010. március 15-i dátummal a Wayback Machine-ben

Ázsia
- Asian F3 Championship
- All-Japan F3 Championship Archiválva 2007. augusztus 22-i dátummal a Wayback Machine-ben

Oceánia
- Australian F3 Championship Archiválva 2010. szeptember 28-i dátummal a Wayback Machine-ben

Egyéb
- The Formula 3 story
- 500race.org - The historic Formula 500/ Formula 3 500cc Race Assn.
- Formula3.cc Archiválva 2009. július 24-i dátummal a Wayback Machine-ben - F3 and Young Driver news
- F3History - History of Formula 3 (mostly the cars)
- Formula 3 Data Center All Japan F3 statistics